# Monge (A601)
Monge (A601) je pomocná loď francouzského námořnictva sloužící ke sledování letů balistických raket SLBM, družic a kosmických lodí. Je využívána i pro sledování startů raket Ariane. Po letadlové lodi Charles de Gaulle je druhou nejdelší lodí francouzského námořnictva.

## Stavba
Monge postavila loděnice Chantiers de l'Atlantique v Saint-Nazaire. Kýl plavidla byl založen v březnu 1990, přičemž na vodu byla loď spuštěna v říjnu téhož roku. Do operační služby byla loď přijata v listopadu 1992. Od května do srpna 2015 loď prošla modernizací.

## Konstrukce

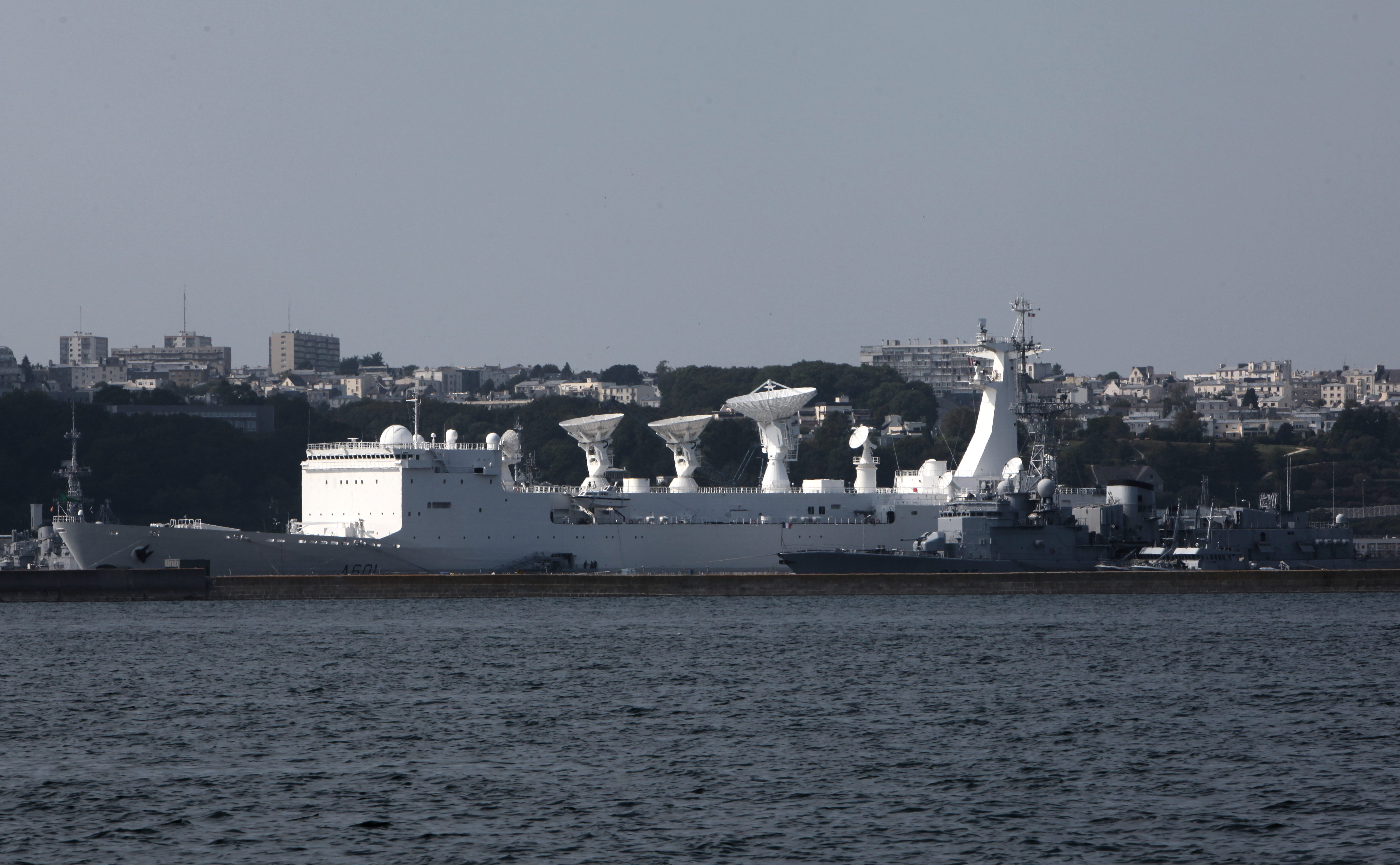
Monge (A601)

Posádku 108 osob doplňuje ještě až 184 vědeckých pracovníků. Plavidlo je vybaveno dvěma navigačními radary DRBN 34A a leteckým vyhledávacím radarem DRBV 15C. Pro sledování dráhy střel slouží sledovací radary Stratus, Gascogne, Armor (2×), Savoie a Antares (2×), dále lidar, optometrická sledovací jednotka a 14 telemetrických antén. Palubní sledovací systémy využívají sadu parabolických antén umístěných na horní palubě. Obrannou výzbroj tvoří dva 20mm kanóny Giat G2 a dva 12,7mm kulomety. Na zádi se nachází přistávací plocha a hangár pro dva vrtulníky SA 321 Super Frelon, nebo Alouette III. Pohonný systém tvoří dva diesely SEMT-Pielstick o výkonu 9000 bhp, pohánějící jeden lodní šroub. Nejvyšší rychlost dosahuje 16 uzlů.